# Erzherzoginnenportraits (Renaissancegemälde)
Als Erzherzoginnenportraits wird manchmal eine Serie von Gemälden benannt, die ein italienischer Renaissancekünstler um 1563 am Wiener Hof malte. Die Brustbilder porträtieren habsburgische Erzherzoginnen. Sie zeigen im Kindesalter die Töchter des habsburgischen Kaisers Ferdinand I. von Habsburg und ein Bild zeigt Anna, die Tochter Maximilians II. Die „luftig und mit italienischem brio“ gemalten Damenbildnisse werden aufgrund ihrer „italianisierenden“ Stilmerkmale dem damaligen Wiener Hofmaler Giuseppe Arcimboldo zugeschrieben. Urkundlich nachweisbar wurde Arcimboldo der Auftrag für Porträts am Hof gegeben, jedoch sind die Erzherzoginnenporträts darunter nicht gesondert nachweisbar.
Die Erzherzoginnenporträts in Öl auf Holz des italienischen Renaissancekünstlers befinden sich heute im Kunsthistorischen Museum in Wien:
- Brustbild einer Tochter Ferdinands I. (Erzherzogin Helena oder Barbara?)
- Erzherzogin Magdalena von Österreich (1532–1590)
- Erzherzogin  Johanna von Österreich (1547–1578) im Alter von etwa 9–10 Jahren
- Erzherzogin Anna von Österreich (1549–1580)

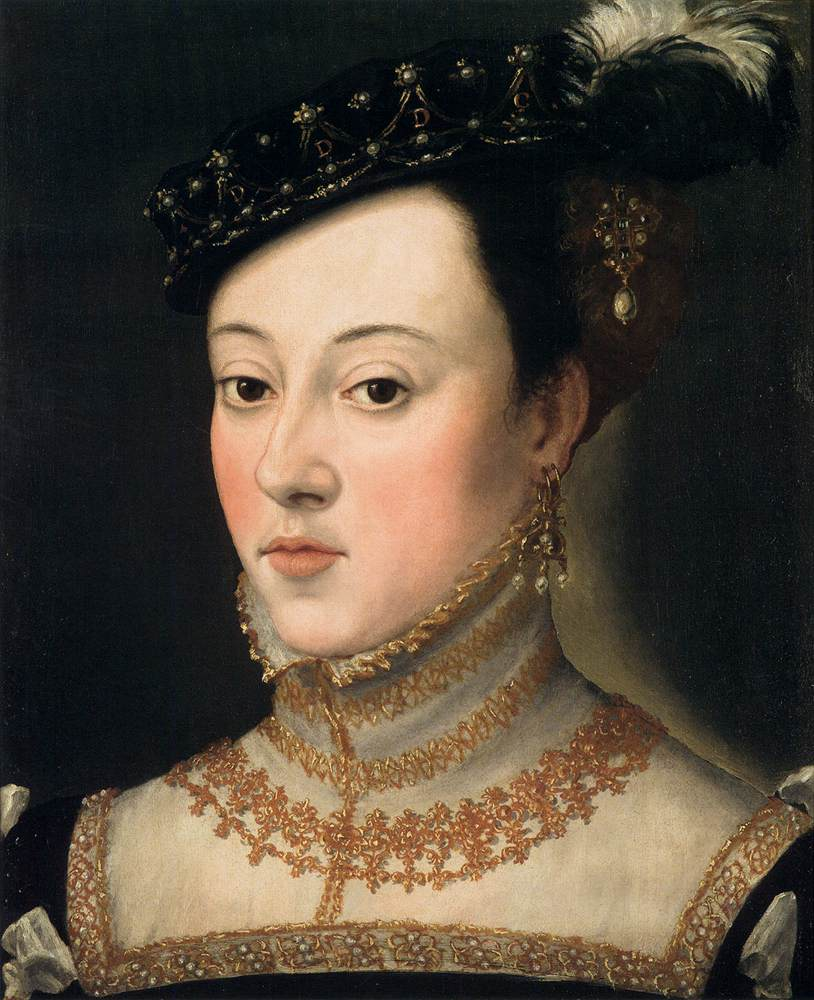
Erzherzogin Helena oder Barbara?
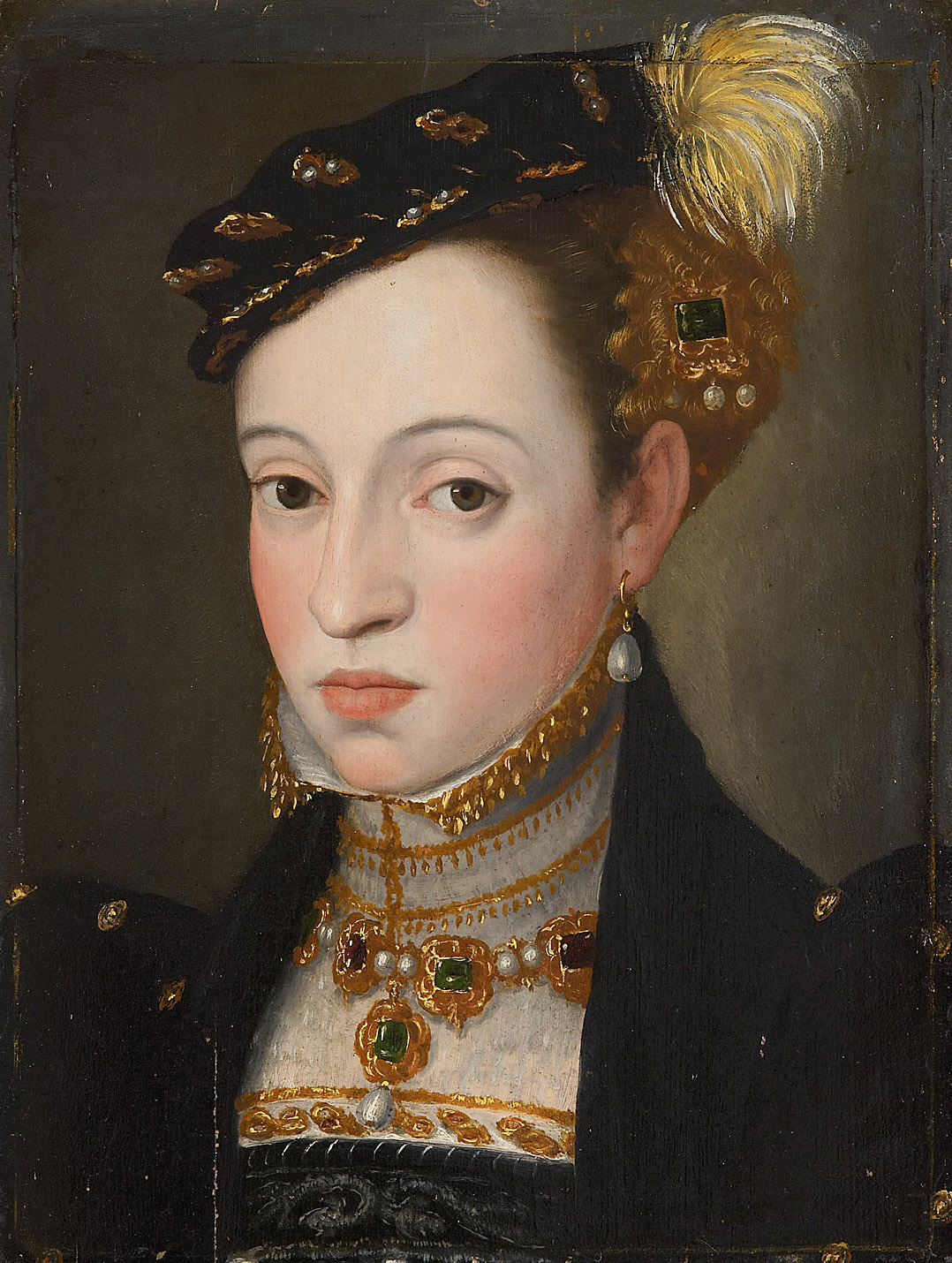
Erzherzogin Magdalena
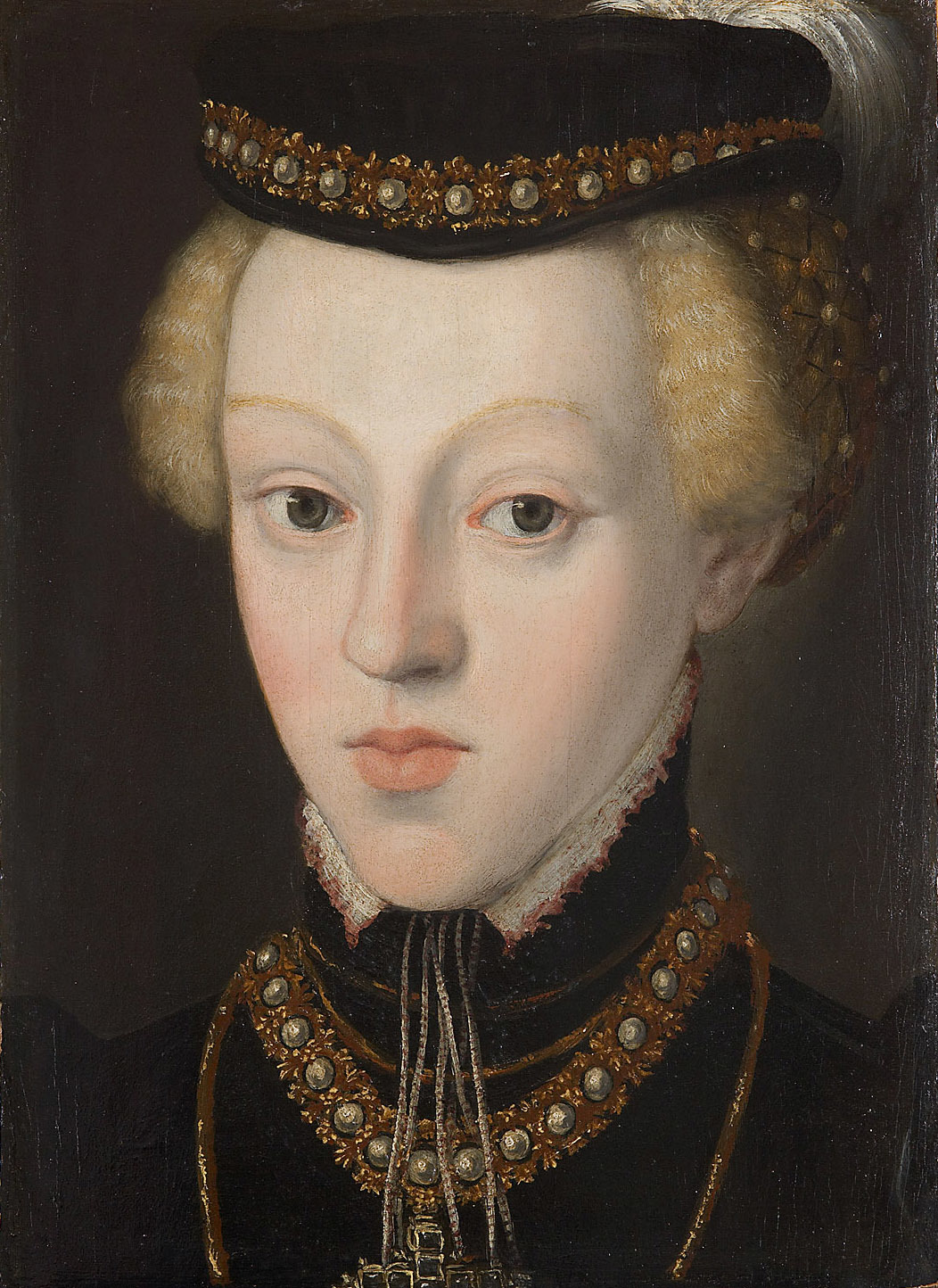
Erzherzogin Johanna
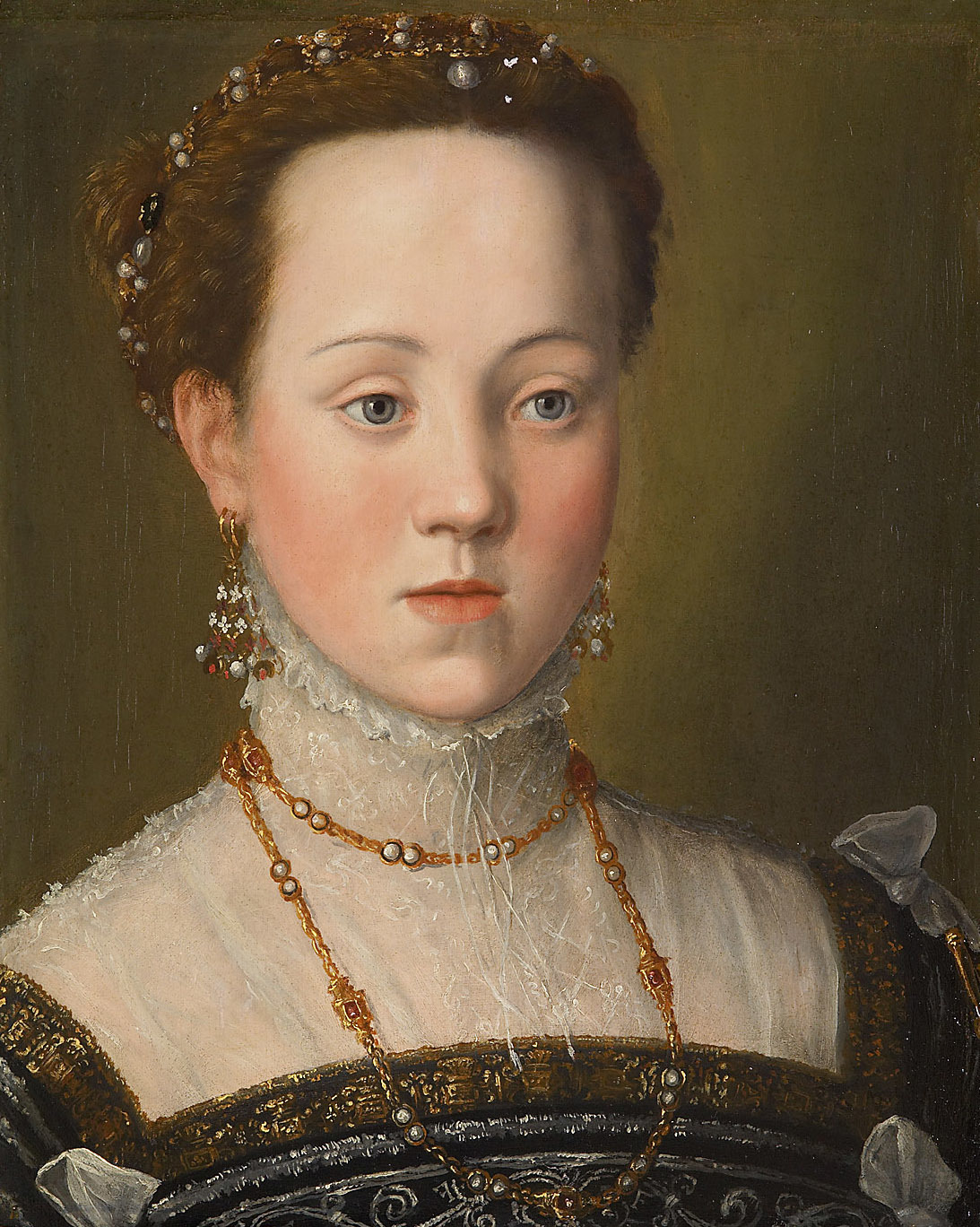
Erzherzogin Anna

## Unterscheidung zum Meister der Erzherzoginnen
Fast zweihundert Jahre später im Rokoko erstellte ein anderer Maler eine Reihe von Habsburger Erzherzoginnenporträts. Dieser namentlich nicht bekannte Künstler wird manchmal als Meister der Erzherzoginnen benannt.